# Oostburg
Oostburg é uma vila localizada no estado norte-americano de Wisconsin, no Condado de Sheboygan.

## Demografia
Segundo o censo norte-americano de 2000, a sua população era de 2660 habitantes.
Em 2006, foi estimada uma população de 2806, um aumento de 146 (5.5%).

## Geografia
De acordo com o United States Census Bureau tem uma área de
4,9 km², dos quais 4,9 km² cobertos por terra e 0,0 km² cobertos por água.

## Localidades na vizinhança
O diagrama seguinte representa as localidades num raio de 16 km ao redor de Oostburg.